# 奈津子
奈津子（なつこ、1989年〈平成元年〉8月18日 - ）は、日本の女優、歌手、コラムニストであり、女性アイドルグループ・SDN48の元メンバーである。2011年に行われた『第62回NHK紅白歌合戦』にAKB48グループとして出場。本名、大木 奈津子（おおき なつこ）。千葉県出身。ABP inc.所属。大木亜希子は双子の妹である。

## 略歴
- 2005年、『唐沢寿明 Presents 記憶の力 II』でデビュー。
- 2006年、ドラマ『ギャルサー』のスミレ（ギャル）役で注目を浴びる。ドラマデビュー当初は派手なギャル系の役が『野ブタ。をプロデュース』『ギャルサー』と続いた。
- 2008年、日テレジェニックに選ばれる。同メンバーでは唯一の十代だった。
- 2010年5月15日、妹の亜希子とともにSDN48の2期生として活動開始。のちに奈津子が夜の女王の頂点を目指すMV楽曲『上からナツコ』を発表。
- 2011年12月31日、NHKホールで行われた第62回NHK紅白歌合戦にAKB48グループとして出場。「紅白2011 AKB48スペシャルMIX～がんばろう日本！～」として「フライングゲット」と「Everyday、カチューシャ」を披露[3][4]。
- 2012年3月31日、NHKホールで行われた『SDN48 コンサート「NEXT ENCORE」 in NHKホール』をもってSDN48を卒業[5]。
- 2014年10月1日、ABP inc.に移籍[6]。亜希子とは別の事務所に所属することになった。
- 2015年
  - 7月より映画『進撃の巨人』とゲオのキャンペーンTVCMで、水着姿に立体機動装置をつけた美女として話題になる[7]。
  - 10月9日「家電製品アドバイザー」の資格を取得。以降、メーカーの新製品発表会へ自ら足を赴くなどして多数のメディアで家電に関する連載やレギュラーがスタートする[8]。
  - 2015年より毎週火曜18時にTOKYO FM渋谷スペイン坂スタジオより生放送のスカイロケットカンパニーにマンボウやしろ、浜崎美保と共に家電アドバイザー☆奈津子さんとしてレギュラー出演中。
- 2016年
  - 10月よりテレビ東京系列「開運!なんでも鑑定団」にアシスタントとしてレギュラー入り。松尾伴内らと共に出張鑑定で全国を回り始める[9]。
- 2017年
  - 6月より食べログ著名人ブログ「奈津子の！一生、餃子に恋してる」を開設[10]。
  - 9月12日、セブン&アイ出版より発売「食べログBOOKS 餃子グランプリ」の出版に携わる。
  - 12月より家電製品協会イメージキャラクターに就任。
- 2018年
  - 4月10日、200点中184点の高得点でスマートホームのプロであるスマートマスター試験に合格[11]。
  - 5月21日、スマートマスターのアンバサダー就任会見を行う[12]。
  - 12月8日、エンジニアの一般男性と結婚を発表[13][14]。
- 2019年
  - 3月より公式YouTubeチャンネル「奈津子の家電クリニック」開院[15]。
- 2021年
  - 3月9日、第1子妊娠を発表[16]。同日、レギュラー出演するラジオ番組Skyrocket Company内で妊娠を生報告[17]。
  - 5月22日、第1子出産を発表[18]。たまひよONLINEにて通常の連載誌面とは別枠で生い立ちから出産までに至る前後編のロングインタビューが掲載[19][20]。
  - 産後3ヶ月で仕事復帰。仲里依紗らと映画の撮影に参加[21]。
- 2023年
  - 11月5日、『野ブタ。をプロデュース』で共演した元DA PUMPの山根和馬とInstagram及びTikTokアカウントにて子育てあるあるを描いたドラマ「干物妻」の投稿を開始[22]。
- 2024年
  - 4月1日、ドラマ『GTOリバイバル』に鈴木浩平、八木莉可子と共に市川家の妻、市川里恵役で出演。病床にいる里恵の人生に想いを馳せ6kg減量し撮影に参加[23]。

## 人物
- 亜希子とはドラマなどで双子役として出演することもあるが、双子役ではないそれぞれ別々の出演が多い。
- 千葉県立犢橋高等学校を経て、日出高等学校卒業。その後は亜希子とともに、戸板女子短期大学を卒業している。
- 特技はドラマeのスピリットの劇中でも披露した日本舞踊と茶道。日舞は10年目に突入し、時代劇への出演が夢だと語っている[24]。
- 妹の亜希子の他に姉が2人おり、4姉妹である。父親は歯科医院を営んでおり当初は裕福だったが、奈津子が小学5年生の時に脳梗塞で倒れ寝たきりになる。父親の死後、スカウトされ自立するためにも芸能界入りした[25]。
- 定期的に友人を自宅に招き、奈津子の自宅の家電を使い倒す「家電女子会」を行なっている[26]。
- 読書家でありインスタグラム上で頻繁に読書録を公開している[27]。
- 日本国内だけでなくアジアやヨーロッパの家電も研究しており自身のinstagramのハイライトや記事で発信している[28]。
- 新婚旅行ではでパリの電気店3軒をハシゴした[29]。
- 2021年5月に第一子となる息子を出産。同年「ひよこクラブ」12月号にて計10ページ特集される[30]。
- 2022年6月に主婦と生活社「CHANTO web」にて自身の生い立ちや10代の頃の工場でのアルバイト、妊娠にいたるまでの苦悩などロングインタビューに答えている[31]。
- 2023年9月、ドラマ出演の役作りのため、体重を42kgまで落とす。俳優業への思いを改めてInstagram上で綴っている[32]。

## 参加曲

### シングルCD選抜曲
- エロスのトリガー - アンダーガールズA名義
- 淡路島のタマネギ - アンダーガールズB名義
- おねだりシャンパン - アンダーガールズA名義
- やりたがり屋さん - アンダーガールズG名義
- 上からナツコ - アンダーガールズB名義

### 劇場公演ユニット曲
SDN48 1st Stage 2期生「誘惑のガーター」公演
- Black boy
- I'm sure

### ナツアキ名義
- いいからトマト食え - SDN卒業後

## 作品

### 映像作品
- 奈津子（2007年9月21日、リバプール） - 1stイメージDVD
- 奈津子・亜希子 with （2007年12月21日、リバプール） - 亜希子と共演のDVD
- ザ・プロローグ ぬくみ〜ず7（2008年7月25日） - メイキング、インタビュー有り
- 日テレジェニック2008奈津子（2008年9月26日、VAP） - ソロイメージDVD
- 萌えナツ!!（2011年7月14日、グラッソ）

## 出演

### テレビドラマ
- 野ブタ。をプロデュース（2005年10月 - 12月、日本テレビ） - 野村明美 役[33]
- ギャルサー（2006年4月 - 6月、日本テレビ） - スミレ 役[34]
- レガッタ〜君といた永遠〜（2006年7月 - 9月、テレビ朝日） - 篠塚ナツ 役[35]
- 鉄板少女アカネ!!（2006年10月 - 12月、TBS） - 桂ゆず 役[36]
- パパとムスメの7日間（2007年6月 - 8月、TBS） - 平田佐緒里 役[37]
- かるた小町（2008年2月11日、フジテレビ） - 一条右京 役[38]
- ヒットメーカー 阿久悠物語（2008年8月1日、日本テレビ） - ザ・ピーナッツ 役[39]
- 霧の火 樺太・真岡郵便局に散った九人の乙女たち（2008年8月25日、日本テレビ） - 佐藤千代 役[40]
- とめはねっ! 鈴里高校書道部（2010年1月 - 2月、NHK総合） - 日野よしみ 役[41]
- オトナの!「eのスピリット」（2014年1月 - 2015年2月、TBS） - 本人 役[42]
- ブラックポストマン 第3話（2023年9月1日、テレビ東京） - 歓迎レセプションパーティーの出席者 役[43]
- 怖いけどタメになる話（2024年1月14日、テレビ朝日）[44][45]
- GTOリバイバル（2024年4月1日、フジテレビ） - 市川里恵 役[46]
- 青島くんはいじわる（2024年7月6日、テレビ朝日） - 第一話ゲスト出演[47][48]
- デスゲームで待ってる（2024年11月7日、関西テレビ）- 第三話ゲスト出演[49][50]
- 法廷のドラゴン 最終話（2025年3月7日、テレビ東京） - 記者 役[51]

### バラエティ
- 唐沢寿明 Presents 記憶の力II（2005年6月25日、日本テレビ）[52]
- ディズニー365（2006年 - 2007年、ディズニーチャンネル） - レギュラー[53]
- クイズ!ヘキサゴンII（2007年、フジテレビ）[54]
- ザ!世界仰天ニュース（2007年、日本テレビ）[55]
- むちゃぶり（2007年、TBS）[56]
- 熱血!平成教育学院（2007年、フジテレビ）[57]
- 明石家さんちゃんねる（2007年、TBS）[58]
- ゴッドタン 〜The God Tongue 神の舌〜（2007年、テレビ東京） - マジ歌選手権第1回目ゲスト[59]
- 熱血!ホビースタジアム（2007年4月 - 2008年3月、キッズステーション） - レギュラー[60]
- モバタレGREAT（2008年6月4日・19日、日本テレビ）[61]
- 中井正広のブラックバラエティ（2008年8月3日・31日、日本テレビ）[要出典]
- ハシゴマン 〜神泉編〜（2009年、テレビ神奈川）[62]
- すっぽんの女たち（2010年6月30日・8月4日・11日、テレビ朝日）[63]
- 人生の正解TV（2013年、フジテレビ） - 本人密着取材[64]
- キスマイBUSAIKU!?（2015年9月14日、フジテレビ） - マイコ 役[65]
- あさイチ（2015年11月25日、NHK総合） - 本人密着取材[66]
- 開運!なんでも鑑定団（2016年10月 - 、テレビ東京） - 出張鑑定アシスタント レギュラー[67]
- イチゲンさん“おはつ”できますか?（2016年12月11日、テレビ東京） - ゲスト出演[68]
- キテるにハマる!課外授業 バナナスクール2（2017年12月5日、東海テレビ） - ゲスト出演[69]
- クラベスト!（2017年12月 - 、アクトオンTV） - 芸人のホリらと共にレギュラー[70]
- 運命の一問（2018年1月4日、フジテレビ） - ゲスト出演、有村藍里と共演[71]
- 魔女に言われたい夜-正直すぎる品定め（2019年7月1日・9月2日・11月18日・12月5日・2020年1月6日・3月31日・6月30日・10月19日・11月16日・11月30日、フジテレビ） - ゲスト出演[72][73]
- ウワサのお客さま（2020年7月17日・2021年4月2日、フジテレビ） - ゲスト出演[74][75]
- Kawaii international（2020年8月14日、NHK WORLD） - ゲスト出演[76]
- イイコト!11510〜ハートフルナビゲーション〜（2020年8月19日・8月26日、テレビ神奈川） - ゲスト出演[77]
- カイモノラボ（2020年9月16日・11月27日、TBS） - ゲスト出演、ナイツと共演[78]
- サタデープラス（2021年3月20日・5月8日、TBS） - ゲスト出演[79][80]
- 教えてもらう前と後（2021年5月10日、TBS） - ゲスト出演[81]
- やすとも・友近のキメツケ!※あくまで個人の感想です（2021年6月8日、カンテレ） - ゲスト出演[82]
- ZIP!（2021年10月7日、日本テレビ） - ゲスト出演[83]
- Nスタ（2022年1月31日、TBS） - ゲスト出演[84]
- 2分59秒（2022年8月17日、ABEMA） - ゲスト出演[85]
- スッキリ（2022年12月23日、日本テレビ） - ゲスト出演[86]
- プチブランチ（2023年1月25日、TBS） - ゲスト出演、高校同級生の南明奈と共演[87]
- LIVEコネクト！（2023年6月17日、関西テレビ） - ゲスト出演[88]
- なないろ日和!（2024年7月17日、テレビ東京） - ゲスト出演[89][90]
- ウワサのお客さま（2024年7月26日） - ゲスト出演[91][92]
- ザ・共通テン！（2024年11月29日）- ゲスト出演[93][94]

### 映画
- 天使がくれたもの（2007年） - 亜紗美 役
- フレフレ少女（2008年10月） - 由紀 役
- クハナ!（2016年9月）

### 舞台
- GO,JET!GO!GO!（2011年）
- ベロニカは死ぬことにした（2012年1月31日 - 2月5日、俳優座劇場）
- Kiss Me You 〜がんばったシンプー達へ〜（新国立劇場）
- MOTHER〜特攻の母 鳥濱トメ物語〜（新国立劇場）
- ダウト！国立公安女子校（六行会ホール）
- 月下のオーケストラ（2012年4月11日 - 17日、シアターグリーン） - 亜希子とダブルキャスト。
- 時空警察ヴェッカーχ 彷徨のエトランゼ（2012年6月22日、品川・六行会ホール） - 日替わりゲスト 時空刑事アルシオーネ 役[注 1]。
- GO,JET!GO!GO!Vol.5 〜涙のドライマティーニ ガールズにライバル出現!?〜（2012年7月18日 - 29日、アクアスタジオ）
- 第1回 Dig/esTプロデュース公演「お妊婦たちのララバイ」（2013年1月16日 - 27日、サンモールスタジオ）
- ブスの魔法使いと決め神様（2013年、サンモールスタジオ）
- 音楽朗読劇 未熟な、ふるんちゅ（2014年、ステージカフェ下北沢亭）
- RED〜新説・垢太郎物語〜（2014年、北沢タウンホール） - ヒロイン・夜月 役
- 神と遊べば（2014年、小劇場B1）
- 才能がない!（2014年、上野ストアハウス）

### CM
- NTT東日本 DENPO
- 日本郵政公社「書中見舞い」（2007年）
- AEON（2012年） - 山口智子と共演
- au「スマートパス」（2013年）
- 佐世保映像社（2015年）
- サクサ イメージタレント（2015年）
- GEO「進撃のゲオキャンペーン 海のカップル篇」（2015年7月）
- 湘南美容外科「しょうなんです。編」（2015年10月 - ）
- ぼくとドラゴン（2016年6月 - ） - 花嫁 役
- 食べログ×サッポロ（2022年）[95]
- Dyson Live（2022年）[96][97]
- Panasonic「レイアウトフリーテレビ」（2022年）[98][99] - 息子と共演
- 象印「炎舞炊き」（2023年）[100]
- 日立「ビッグドラム」（2023年）[101]
- 明治「明治プロビオヨーグルト PA-3」（2023年12月）[102][103][104]
- Amazonファーマシー キービジュアル（2024年7月）[105]

### ラジオ
- ナツアキサンデーサプリ（2011年から2年間、WALLOP） - 亜希子と共に番組MC
- Skyrocket Company（TOKYO FM） - レギュラー
- MOZAIKU NIGHT（2015年2月、bayfm）
- 手賀沼ジュンのウナンサッタリ・パンツ（2015年6月7日、NACK5）
- commons10（2016年4月9日、J-WAVE） - ハイレゾに関するトークでクラムボン・ミトと公開生収録
- オールナイトニッポン50周年企画「家電争奪！スマートマスタークイズ」（2017年10月2日 - 27日、ニッポン放送） - ランパンプスと共演
- lovely Day（2017年10月19日、FMFMヨコハマ） - ゲスト出演
- STEP ONE（2019年10月30日、J-WAVE） - ゲスト出演
- なな→きゅう（2020年12月17日、文化放送） - ゲスト出演[106]

### イベント出演
- 消費生活講演会「知って得する家電トーク」（2017年3月27日、北海道帯広市） - 初の単独講演会[107]
- TREND EXPO2017（2017年11月3日、ベルサール東京日本橋、日経BP社主催） - 最新家電をテーマにしたトークショーでTKO 木本武宏と出演[108]
- 4Kスマートチューナーイベント（11月3日・4日、軽井沢・プリンスショッピングプラザ、ピクセラ） - 近藤千尋らとお家大好きタレントとしてトークショー出演[109]
- サンキュ！見つける変わる私の暮らしセミナー2019 - トークショー出演[110]
- ロボット掃除機の未来（2019年12月6日、bouncy×anker） - トークショー出演[111]
- 環境省取材・節電トークショー（2023年1月29日） - SKE48とイベント出演[112]
- リノベる主催オンラインイベント（2023年3月29日）[113]
- ケルヒャー新製品発売イベント（2023年9月15日） - トークショー出演[114]

### ネット配信
- 幼なじみ（2008年6月配信） - 杉野有紀 役
- THE BOY IN WONDERLAND（「ザ・プロローグぬくみ〜ず7」 2008年6月20日 - 7月20日） - サラ 役

## 書籍

### 写真集
- futari（2006年4月26日、ワニブックス、撮影：木村晴） - ISBN 978-4847029257[注 2]

### 雑誌
- 週刊ヤングサンデー（2006年3月6日、4月20日） - 13号表紙[115]
- モトチャンプ（2006年8月6日） - 9月号表紙[116]
- DIME「NEW GOODS LABOLATORY」（小学館、2015年よりレギュラー連載）
- MonoMax
- InRed
- FRaU
- 女性自身
- デジモノステーション
- オレンジページ
- 家電批評（晋遊舎）
- LDK（晋遊舎）
- ゲットナビ（学研）
- 教育技術（小学館）
- 食べログBOOKS「餃子グランプリ」
- 月刊スマートハウス（株式会社アスクラスト）
- bis（光文社）
- LEE（集英社）
- LDK The Beauty[117]
- プレジデントウーマン[118]
- VOCE[119]
- 週刊ポスト[120]
- Tarzan[121]
- mina[122]
- リンネル（宝島社）[123]
- レタスクラブ（KADOKAWA）[124]